# Astyris hervillardi
Astyris hervillardi is een slakkensoort uit de familie van de Columbellidae. De wetenschappelijke naam van de soort is voor het eerst geldig gepubliceerd in 2012 door Pelorce.